# 本国寺のオハツキイチョウ

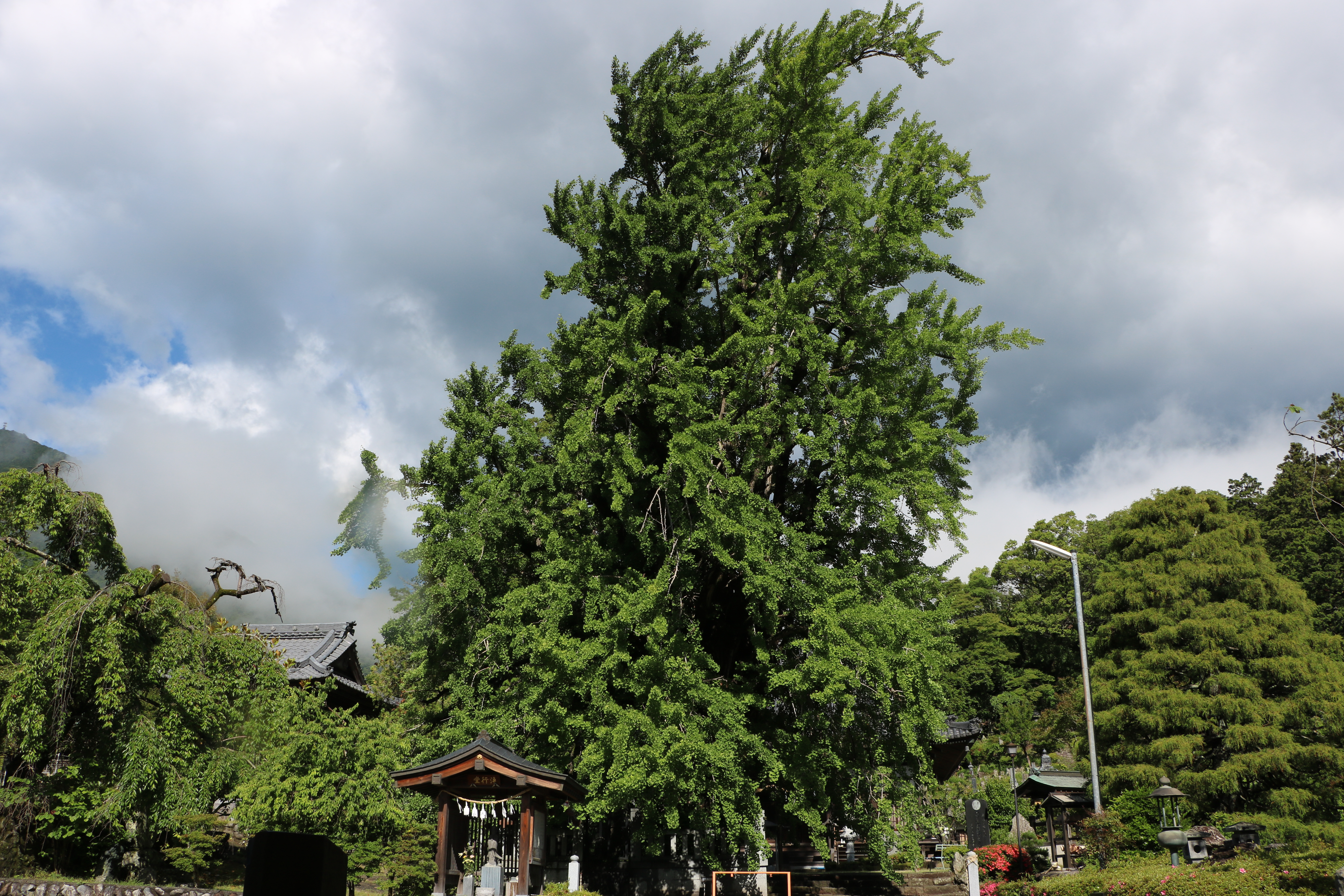
本国寺のオハツキイチョウ。2019年6月16日撮影。

本国寺のオハツキイチョウ（ほんごくじのオハツキイチョウ）は、山梨県南巨摩郡身延町下山にある国の天然記念物に指定されたオハツキイチョウの巨木である。
国の天然記念物に指定されたオハツキイチョウは日本全国に7本あるが、そのうち3本がここ身延町町内にあり、本樹はそのうちの1本である。1929年（昭和4年）4月2日に国の天然記念物に指定された。樹齢は約700年と言われており、「日蓮聖人お手植え」の伝承が残されている。山梨の巨樹・名木100選のひとつ。

## 由来

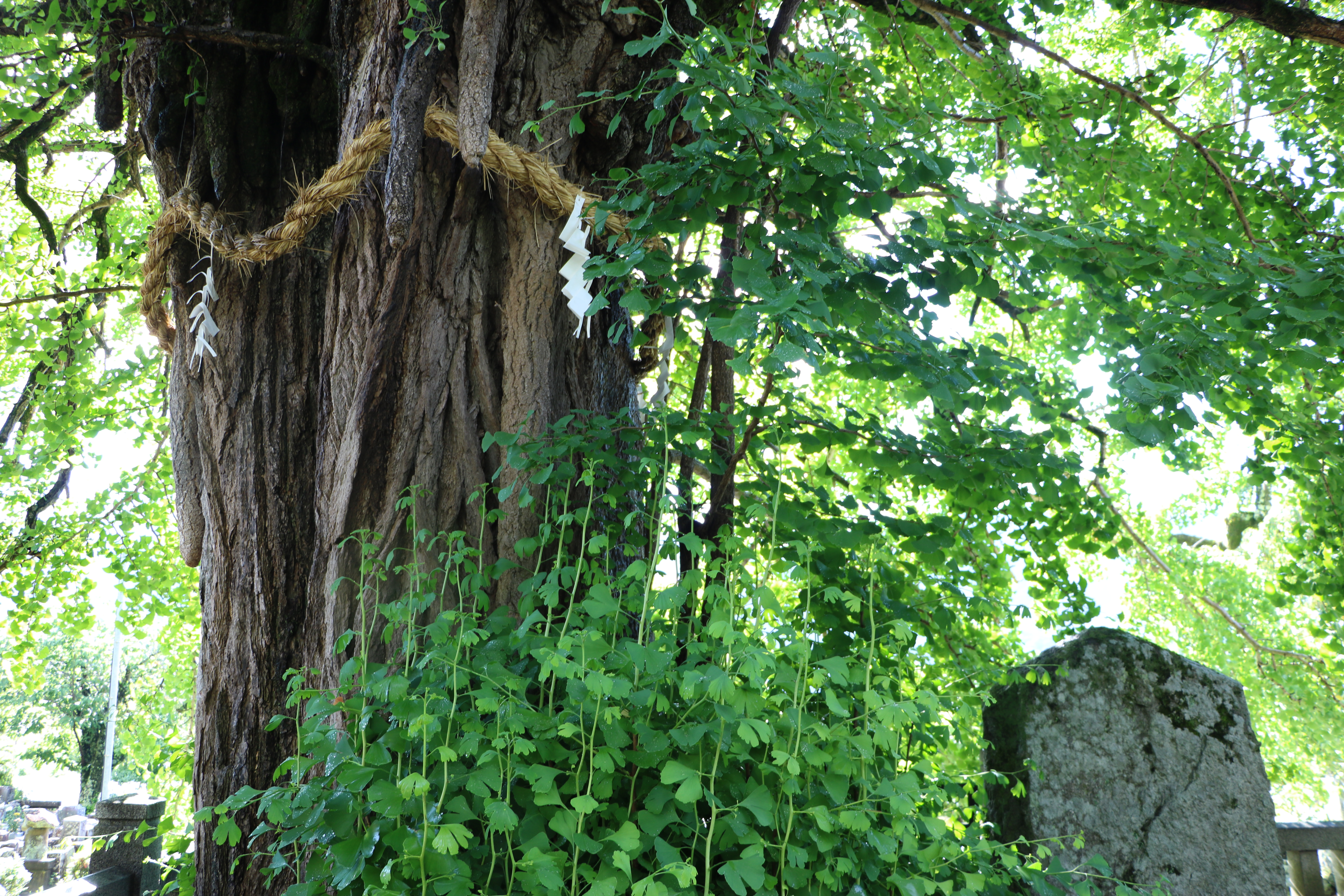
ひこばえが見られる。2019年6月16日撮影。

本国寺のオハツキイチョウは山梨県南巨摩郡身延町下山本町の本国寺境内に生育している。下山地区は富士川中流の右岸に位置しており、オハツキイチョウのある本国寺は山梨県と静岡県を結ぶ国道52号沿いに立地する。近隣の上沢寺、常福寺、長谷寺、宮ノ前神社の境内など、身延町下山地区一帯にはオハツキイチョウが多く生育しており、身延町指定5件、国指定3件、計8件のオハツキイチョウが天然記念物に指定されている。
本国寺のオハツキイチョウは身延町のホームページによれば、根元の周囲6.42メートル、目通り幹囲5.4メートル、樹高24メートルという巨木であり、本国寺境内仁王門と本堂の間にある小さな石段南側に隣接して生育している。根本から生えたひこばえは多いがイチョウ特有の乳柱は少ない。言い伝えによると弘安5年（1282年）に日蓮が本寺に宿泊したときに植えられたものであるという。本国寺から北へ数百メートルの場所にある、同じく国の天然記念物に指定された上沢寺のオハツキイチョウと同じくらいの樹齢と推定されている。これら周囲のオハツキイチョウも本国寺と同様に日蓮にまつわる伝承が残されており、身延町のオハツキイチョウは霊樹として大切に守られてきた。
オハツキとは「御葉付」と書かれることがある、葉の表面や小枝の先端部にギンナンが結実するイチョウの変種である。明治24年（1891年）7月、植物学者の白井光太郎や藤井健次郎らによって、イチョウに葉上種子が発生する事実が学会に初めて報告された際に示された個体が上沢寺や本国寺のオハツキイチョウであり、前述したよう昭和4年（1929年）4月2日に国の天然記念物に指定された。
1931年（昭和6年）に発行された『山梨県名木誌』によれば、その当時、本国寺のオハツキイチョウは根本周辺の保護がされておらず、上沢寺のオハツキイチョウと比較して樹勢が劣る要因として、根本周辺の地表が露出していることが指摘されていたが、今日では根本周辺は玉垣で囲まれ保護されている。

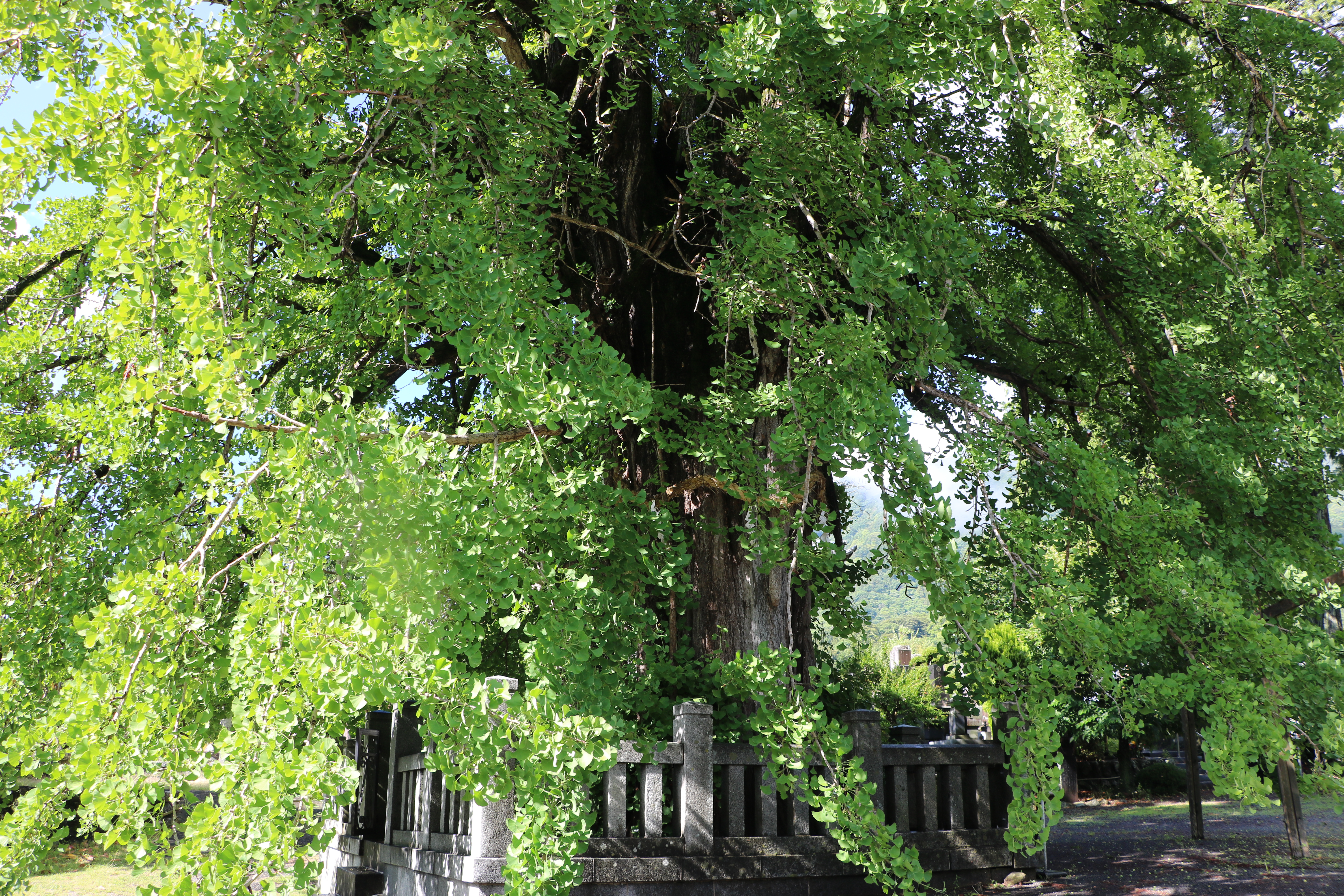
根本周囲は玉垣で囲まれている。
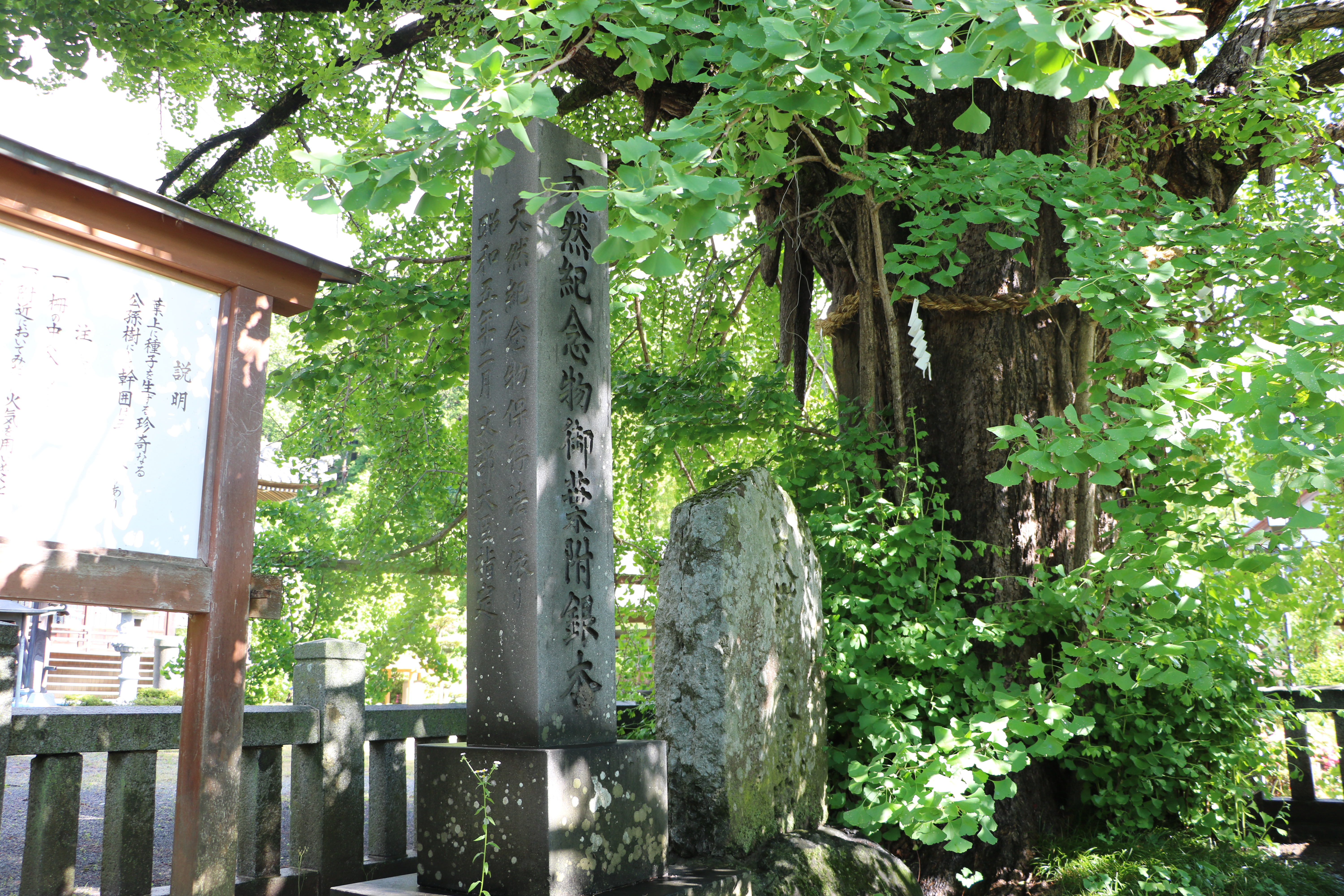
天然記念物指定石碑。
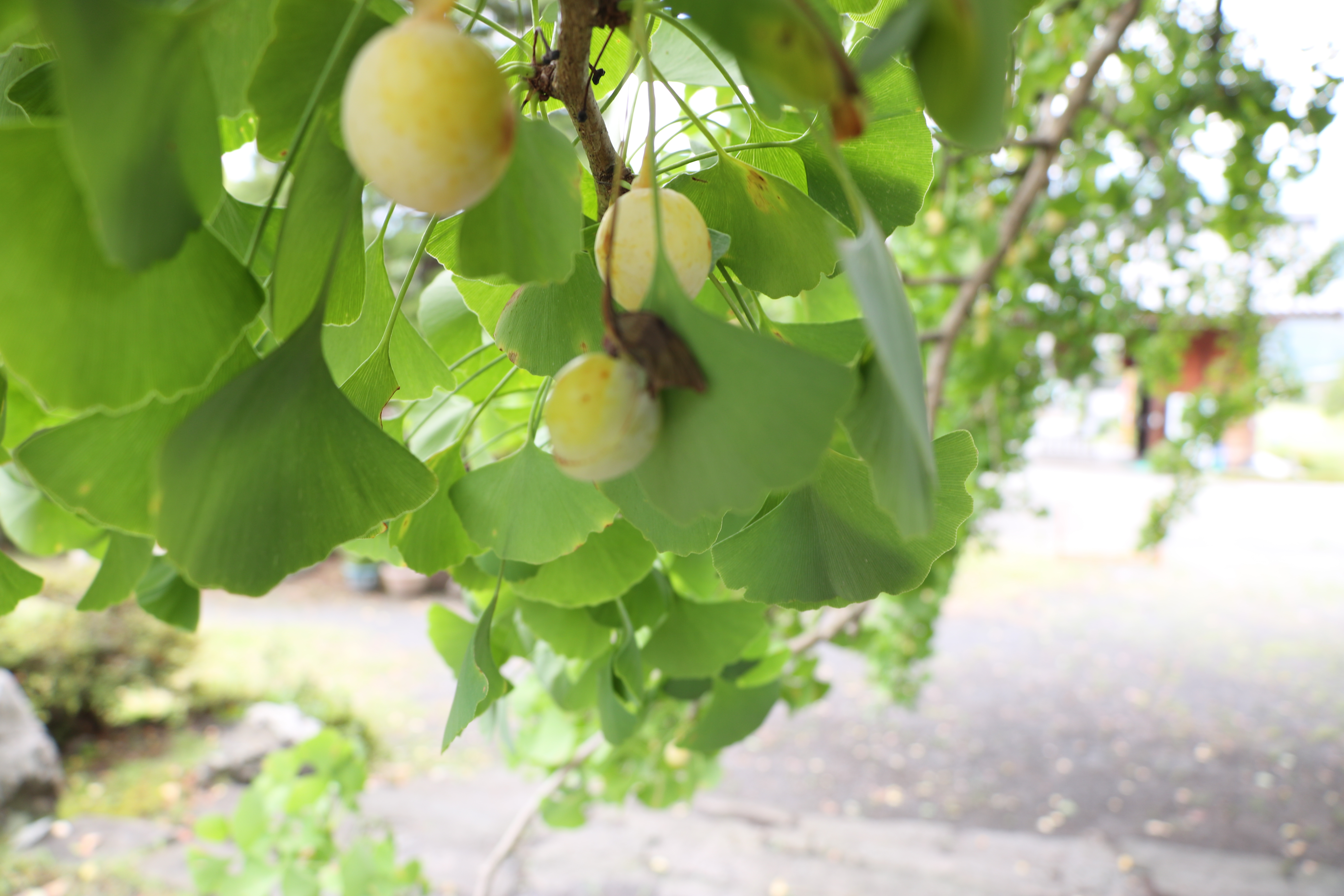
本国寺のオハツキイチョウ （画像中央下部の枯れた葉に付いた銀杏がオハツキ） 2019年8月21日撮影。

## 交通アクセス
所在地
- 山梨県南巨摩郡身延町下山本町2271[2]。

交通
- JR身延線波高島駅より徒歩約40分[4]。
- 中部横断自動車道下部温泉早川インターチェンジより車約10分[4]。